# Mother Superior (bluesrockband)

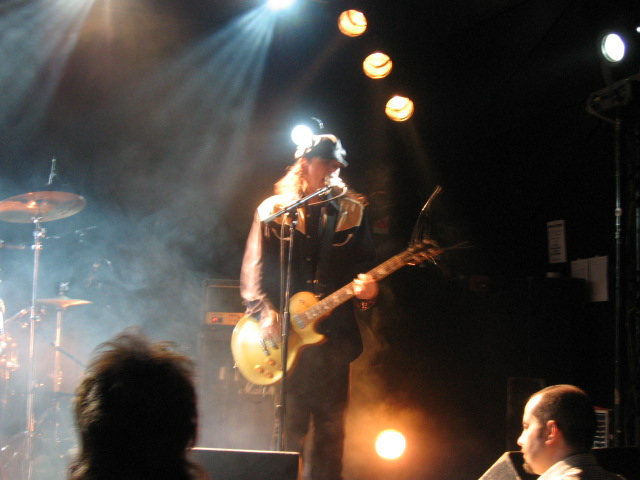
Jim Wilson tijdens een optreden van Mother Superior in 2011

Mother Superior was een Amerikaanse bluesrockband uit Los Angeles. De band bestond uit zanger/gitarist Jim Wilson, bassist Marcus Blake en drummer Jason Mackenroth. Mother Superior bracht in de jaren 90 enkele albums uit in eigen beheer. Het album Deep (1998) werd geproduceerd door Henry Rollins, waarna hij de Rollins Band heroprichtte met de leden van Mother Superior.
In 2001 bracht de band het eponieme album Mother Superior uit op het label Triple X. Het hierop volgende album Sin (2002) werd geproduceerd door Wayne Kramer (MC5) en uitgebracht op zijn label MuscleTone. In 2004 produceerde hij het album 13 violets dat verscheen op Mother Superior's eigen label Top Beat. De laatste twee studioalbums waren Moanin (2005) en Three headed dog (2007).
Mackenroth verliet de band in 2005. Hij werd vervangen door Matt Tecu. Op 3 januari 2016 overleed Mackenroth aan prostaatkanker.

## Discografie

### Studioalbums
- Right in a row, 1993
- The heavy soul experience, 1996
- Kaleidoscope, 1997
- Deep, 1998
- Mother Superior, 2001
- Sin, 2002
- 13 violets, 2004
- Moanin, 2005
- Three headed dog, 2007

### Compilatiealbum
- Grande, 2008

### Live-album
- Live at The Whiskey, 1998

### Ep
- The wiggle, 1997